# الزيج السلطاني
الزيج السلطاني (بالفارسية: زیجِ سلطانی) ويُسمّى أيضًا الرصد الجديد أو الرصد الجديد السلطاني أو الزيج السلطاني الكوركاني، هو جدول زيج فلكي وكتالوج للنجوم نشره أولوغ بيك في 1438-1439. وكان نتاج عمل مشترك لمجموعة من علماء الفلك المسلمين العاملين تحت رعاية أولوغ بيك في مرصد أولوغ بيك في سمرقند. ومن بين هؤلاء قاضي زادة الرومي وغياث الدين الكاشي والقوشجي وغيرهم.

## وصف الكتاب
يعتبر الزيج السلطاني بشكل عام كتالوج النجوم الأكثر دقة وشمولًا كما اعترف بذلك صالح زكي وحاجي خليفة صاحب كشف الظنون حتى وقته، متجاوزًا أسلافه، بما في ذلك أعمال بطليموس وكتاب عبد الرحمن الصوفي للنجوم الثابتة، ومرصد المراغة والزيج الإيلخاني. لم يتم تجاوزها حتى عمل تقي الدين وتيكو براهي في القرن السادس عشر.
يحتوي الكتاب على أربعة مقالات:
1. الأولى في حساب التوقيتات على اختلافها والتواريخ الزمنية بمقدمة وخمسة أبواب.
2. الثانية في معرفة الأوقات والمطالع في كل وقت باثنين وعشرين بابًا.
3. الثالثة في معرفة سير الكواكب ومواضعها بثلاثة عشر بابًا.
4. الرابعة في مواقع النجوم الثابتة.[2]

## طرق البحث التي اعتمدها المؤلف
وجد أولوغ بيك العديد من الأخطاء الخطيرة في كتالوجات النجوم السابقة (منها أن العديد من الكتالوجات السابقة كانت تحديثات بسيطة على عمل بطليموس). تم تحرير هذا الكتالوج، وهو واحد من أكثر كتالوجات العصور الوسطى الأصلية، من قبل توماس هايد في أكسفورد في عام 1665م ثم بواسطة جي شارب في عام 1767، وفي عام 1843 بواسطة فرانسيس بيلي في المجلد الثالث عشر من مذكرات الجمعية الفلكية الملكية.
في عام 1437 حدد أولوغ بيك طول السنة الفلكية على النحو 365.2570370 ... يوم = 365 يوم 6 ساعة 10 دقيقة8 ثانية (خطأ +58 ثانية). في قياساته على مدى سنوات عديدة استخدم مقياسًا بارتفاع 50 مترًا. تم تحسين هذه القيمة بقيمة 28 ثانية، وبعد 88 عامًا في عام 1525 بواسطة نيكولاس كوبرنيكوس (1473–1543)، الذي استأنف تقدير ثابت بن قرة (826-901)، الذي كان دقيقًا إلى +2 ثانية. ومع ذلك، قام أولوغ بيك لاحقًا بقياس قيمة أخرى أكثر دقة بها خطأ +25 ثانية، مما يجعلها أكثر دقة من تقدير كوبرنيكوس الذي به خطأ +30 ثانية. أيضا تحديد أولوغ بيك الميل المحوري للأرض إلى 23;30,17 درجة في النظام الستيني، والذي يتحول في النظام العشري إلى 23.5047 درجة.